# Praga Piccolo
Der Praga Piccolo war ein Kleinwagen, der in verschiedenen Serien von 1924 bis 1941 bei Praga in über 17.000 Exemplaren gebaut wurde. 

## Geschichte
Der Praga Piccolo wurde erstmalig 1924 der Öffentlichkeit vorgestellt. Mit ihm konkurrierte Praga gegen Tatra, das zur gleichen Zeit die Kleinwagen  (T11, T12 und T57) baute. Zeitgenössische Autos in anderen Ländern waren der britische Austin 7 und in Deutschland die Kleinwagen von Opel: 4 PS „Laubfrosch“, P4, Kadett. Vom bis 1941 gebauten Praga Piccolo gab es zahlreiche Varianten, die sich sowohl vom äußeren her wie auch technisch unterschieden.

## Varianten
1.–3. Serie: Der wassergekühlte Vierzylindermotor hatte 50 mm Bohrung und 90 mm Hub und entwickelte 9 PS (6,6 kW) bei 2000/min. Das Getriebe hatte 3 Vorwärts- und einen Rückwärtsgang. Der Verbrauch lag bei 7 Litern Benzin und 0,3 l Öl/100 km. Der Preis betrug je nach Ausführung zwischen 28.000 und 44.000 Kronen. 1924 wurden 500, 1925 weitere 300 Fahrzeuge hergestellt.
4.–6. Serie: 1500 Stück 1926. Die Bohrung wurde auf 54 mm vergrößert, der Motor leistete jetzt 12,5 PS (9,2 kW) bei 2800/min. Der Verbrauch betrug 7,3 Liter Benzin und 0,3 Liter Öl auf 100 km. Die Preise veränderten sich nicht.
7. Serie: 2400 Stück von 1927 bis 1928. Die Bohrung wurde auf dann 55 mm vergrößert, der Motor leistete 13 PS (9,6 kW). Der Benzinverbrauch betrug 7,5 Liter auf 100 km.
8.–20. Serie: 6500 Stück von 1928 bis 1932. Völlig neuer Motor mit 60 × 88 mm Bohrung × Hub, er leistete jetzt 18 PS (13 kW) bei 3100/min. Der Benzinverbrauch betrug 9–10 l/100 km. Das Auto kostete zwischen ca. 30.000 und 40.000 Kronen.
Serie 201-205: Serie: 2200 Stück von 1932 bis 1934. Die Motorleistung stieg auf 21 PS (15 kW) bei 3200/min.
21.-23. Serie: 911 Stück von 1932 bis 1934 parallel zu den Fahrzeugen der 201. Serie gebaut. Neuer Motor mit 70 × 94 mm Bohrung × Hub, er leistete jetzt 28 PS (21 kW) bei 3000/min. Der Benzinverbrauch betrug 10 l/100 km. Das Auto kostete zwischen ca. 45.000 und 52.000 Kronen.
31.–36. Serie: 3 Stück 1937, 700 Stück 1938, 1500 Stück 1939 und 500 Stück 1941. Neuer Motor mit 65 × 85 mm Bohrung × Hub, er leistete jetzt 25 PS (18 kW) bei 3000/min, in einigen Varianten bis zu 30 PS (22 kW) bei 3500/min. Der Benzinverbrauch betrug 10 l/100 km. Ab 1938 hatte das Getriebe 4 statt 3 Vorwärtsgänge. Das Auto kostete zwischen 28.800 und 34.500 Kronen.

## Technische Daten

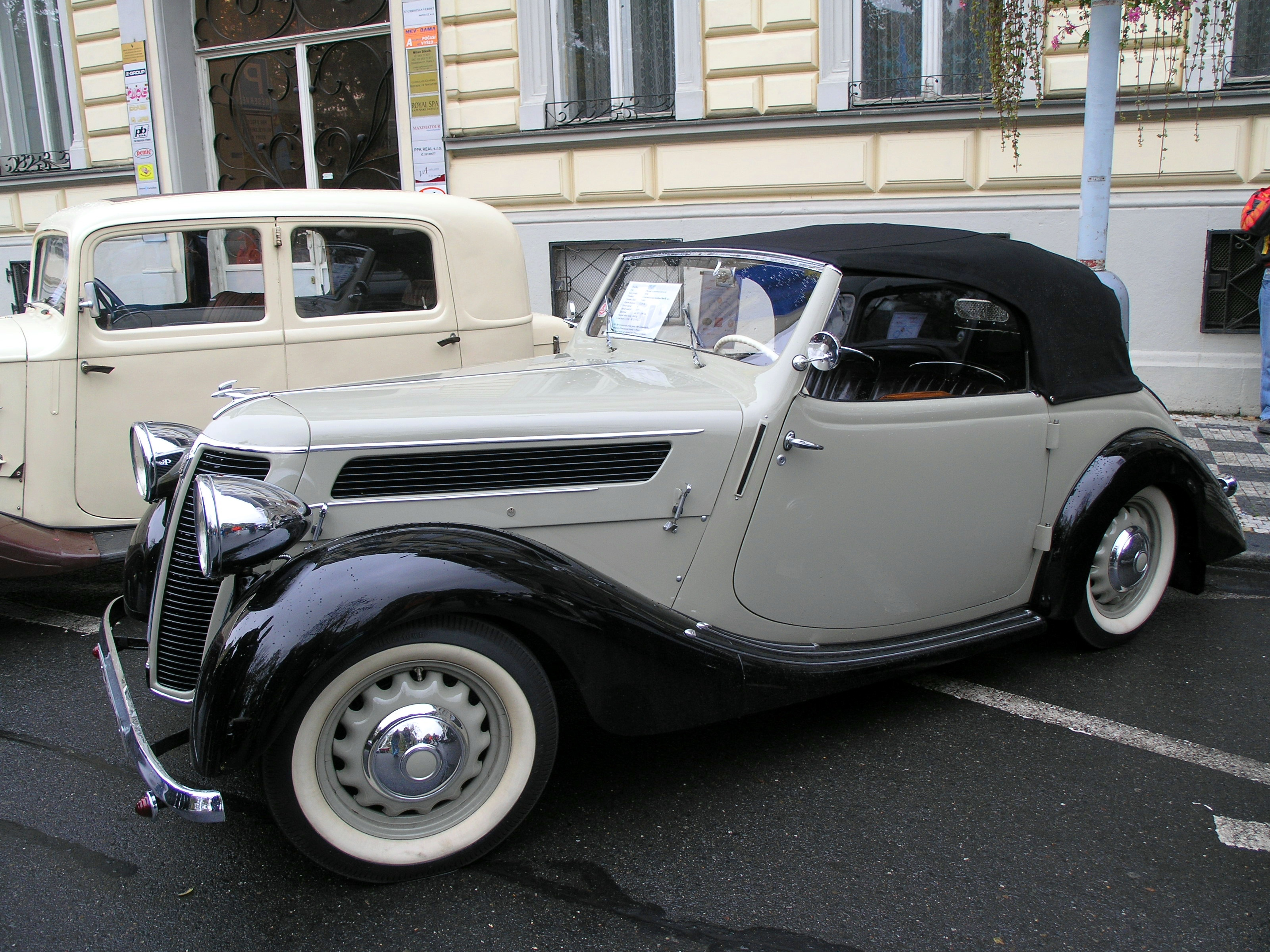
Praga Piccolo Cabriolet 1938

Nachfolgend eine Übersicht über die technischen Daten der einzelnen Varianten:
| Typ           | leer (kg) | Länge (m) | Breite (m) | Radstand (m) | Zylinder | cm³  | PS   | km/h |
| ------------- | --------- | --------- | ---------- | ------------ | -------- | ---- | ---- | ---- |
| 1.–3. Serie   | 440       | 3,40      | 1,32       | 2,400        | 4        | 707  | 9,2  | 65   |
| 4.–6. Serie   | 440       | 3,40      | 1,32       | 2,400        | 4        | 824  | 12,5 | 70   |
| 7. Serie      | 470       | 3,60      | 1,36       | 2,500        | 4        | 856  | 13   | 75   |
| 8.–20. Serie  | 630       | 3,87      | 1,45       | 2,600        | 4        | 996  | 18   | 80   |
| Serie 201-205 | 650       | 3,87      | 1,45       | 2,600        | 4        | 996  | 21   | 85   |
| 21.–23. Serie | 690       | 3,96      | 1,55       | 2,600        | 4        | 1447 | 28   | 90   |
| 31.–36. Serie | 665       | 4,12      | 1,50       | 2,625        | 4        | 1128 | 25   | 100  |